# 本城嘉守

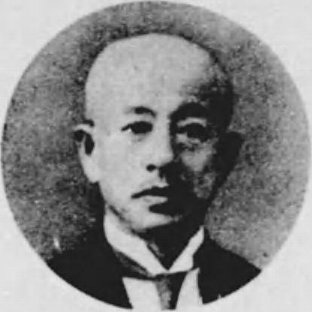
本城嘉守

本城 嘉守（ほんじょう よしもり、1877年（明治10年）8日14日 - 1960年（昭和35年）6月13日）は、日本の陸軍軍人、政治家。初代徳山市長（現・周南市）。父に本城宣馬。徳山七士の一人本城清は祖父にあたる。

## 経歴
1890年（明治23年）、東京府立第一中学校（現在の日比谷高校）に入学。1895年（明治28年）陸軍士官学校に入学すると、1902年（明治35年）、歩兵第27連隊に中尉として任官し、旭川駐屯地に赴任。翌1903年（明治36年）、陸軍大学校に入学。1904年（明治37年）2月7日、陸軍大学閉鎖・即日原隊復帰の命令。
同年2月10日、日本はロシアに宣戦布告し日露戦争が開戦した。嘉守は8月に旭川駐屯地に駐屯していた第7師団に動員される。9月には、大尉任官、第7師団歩兵第27連隊第2大隊第6中隊長となった。同年10月25日、旭川より出撃。11月大阪より出港、20日大連に上陸、第3軍傘下に入る。11月26日には第3軍第3回旅順要塞総攻撃に、11月30日には歩兵27連隊203高地攻撃に参加した。ここで伝令将校の乃木保典少尉と会っている。12月1日、奇しくも徳山七士殉難の同志である児玉源太郎参謀総長が第3軍の攻撃再興指導。12月3日から5日にかけて第7師団歩兵第27連隊は残存兵力を結集し最後の突撃敢行し、12月5日ついに第7師団は203高地を占領。当時の逸話としては「203は7で割れる。よって第7師団は必ず203高地を取れる。しかし割った答えは29（肉）、つまり第7師団の肉弾戦のみが203高地を奪取できる」という壮絶な覚悟の通り、凄惨な肉弾戦により12月5日に203高地を奪取した。翌年9月、ポーツマス条約により日露戦争は終結。功五級金鵄勲章、勲四等旭日小綬章に叙せられる。
1908年（明治41年）、陸軍大学校を卒業。1911年（明治44年）に少佐に昇級し、歩兵第25連隊大隊長となる。1918年（大正5年）、中佐に昇級。1917年（大正6年）、訓令により第一次世界大戦を視察した。従軍中、第一次世界大戦において使用された新兵器（戦車、飛行機、毒ガスなど）、また戦術の大変化を目の当たりにした事は、後の陸軍歩兵学校の教育訓練、あるいは操典・陣中要務令改定に大いに役立った。
この欧州視察団により科学技術の導入、火力機動力の増強、これに伴う編成や教育訓練強化等が要求された。この為同年、陸軍省は軍事調査委員会を設け、大正8年相談委員会議開催、同10年には作戦資材会議が設けられた。同時に視察団は次なる兵器は航空機が主役となる事を察知し、日本防衛の為には防空対策が不可欠であるとの確信を持ち、防空研究がスタートする事となる。
1919年（大正8年）、陸軍大佐に昇級し、歩兵学校教導連隊長となる。1921年（大正10年）、陸軍航空学校教官兼陸軍航空学校下志津分校長になる。翌1922年（大正11年）には陸軍航空学校教育部長に1923年（大正12年）には陸軍少将・歩兵第10旅団長となる。1927年（昭和2年）、対馬要塞司令官。翌1928年（昭和3年）、予備役に編入される。
1929年（昭和3年）、徳山町長に就任。1935年（昭和10年）、徳山町は徳山市となり、市長に就任する。1939年（昭和14年）、任期満了で退任。山口県在郷軍人会会長など歴任。戦後、公職追放となる。
1960年（昭和35年）、82歳で永眠。

## 栄典
- 1940年（昭和15年）8月15日 - 紀元二千六百年祝典記念章[3]